# Palacio de los Condes de Alba y Aliste

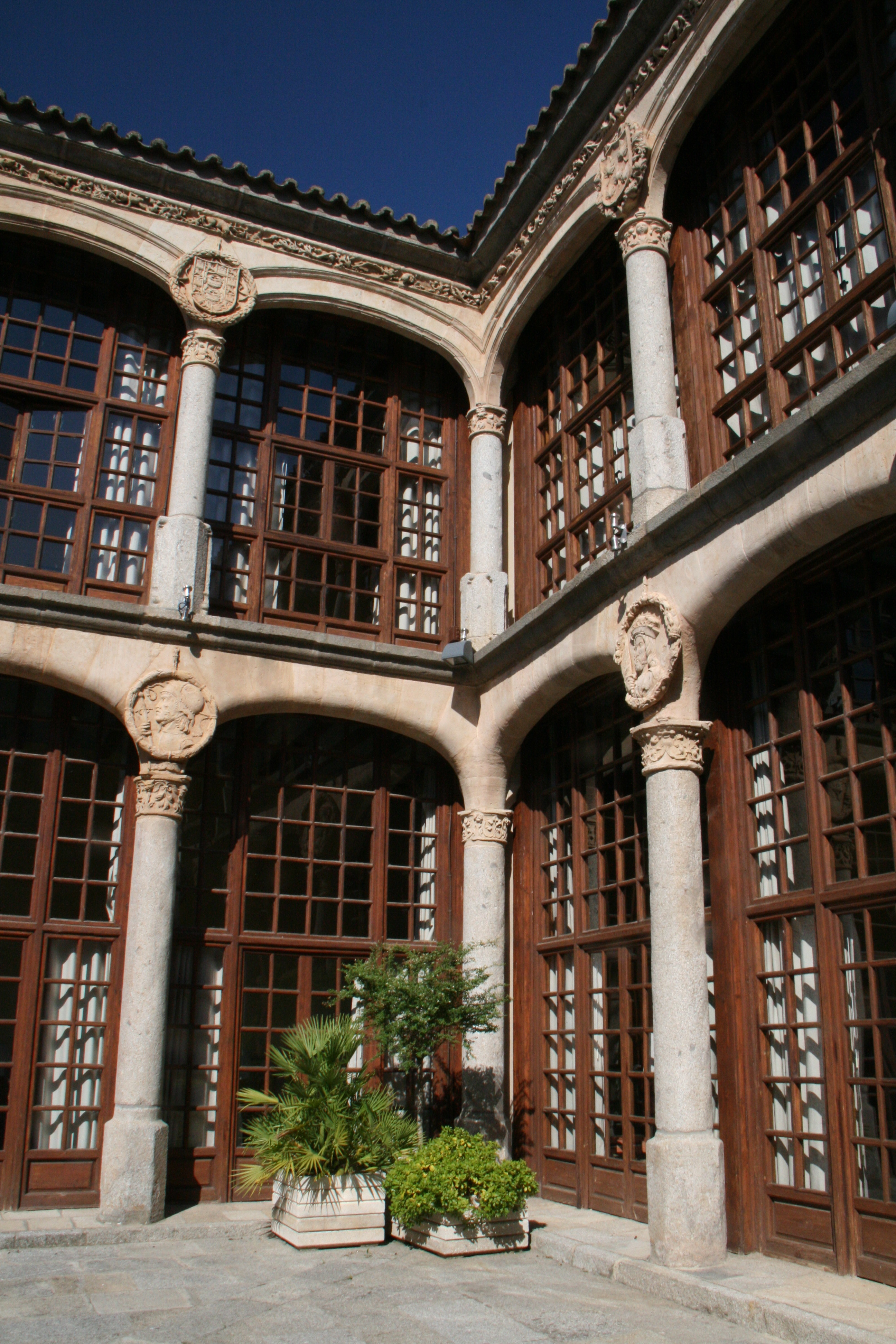
Patio interior del Parador

El palacio de los Condes de Alba y Aliste (denominado también como Parador de Zamora) es en la actualidad un Parador de Turismo ubicado en la ciudad española de Zamora (plaza de Viriato n.º 5). El Palacio fue construido en el siglo XV a instancias de Enrique Enríquez de Mendoza, primer conde de Alba de Liste. El edificio ha sufrido numerosas reformas durante su historia, sin poder precisar los lindes y disposición del edificio original. La fachada es original de la época. El edificio fue remodelado como Parador de Turismo en 1966 por el arquitecto Jesús Valverde, y continúa realizando funciones hosteleras desde entonces.

## Historia
El primer conde de Alba de Liste, Enrique Enríquez de Mendoza, hizo construir el edificio en 1459 como vivienda de su familia. Empleó para ello el solar que ocupaba la ocupaba la alcazaba musulmana. Tras tres décadas el edificio del palacio sufrió las consecuencias de las guerras comuneras, de esta forma el IV conde de Alba de Liste, Enrique Enríquez de Guzmán, se dedicó a reformarlo. A finales del siglo XVI el viajero Antón Van den Wyngaerde (conocido como Antonio de las Viñas) menciona en su estancia en Zamora, la nobleza del edificio. En el año 1653 el edificio sufrió un incendio de grandes dimensiones que deterioró parte de su estructura, iniciando así largos periodos de abandono. En 1797 cambia de dueño, siendo comprado por el Duque de Frías y Breza, y siendo destinado un año después a correccional de mujeres y de recogida de niños expósitos (conocido como la Real Casa Hospicio de Zamora).
Fue remodelado como Parador de Turismo en 1967, realizando importantes modificaciones a su estructura y organización con el objeto de convertirlo en un hotel.

## Características
El patio interior posee una mezcla de estilos que va entre el renacimiento y el gótico, reconstruido en el siglo XVI. Su Planta es rectangular y posee dos galerías cerradas. En el medio del patio se encuentra un pozo. Las columnas del patio poseen en sus enjutas medallones con los héroes del Antiguo Testamento y de la España medieval. Cuenta con dos salas de convenciones y una piscina en el jardín exterior.